# 田馥甄
田 馥甄（ヒビ・ティエン、ティエン・フージェン、1983年3月30日 - ）は、台湾の歌手、女優。S.H.EのHebe。

## 来歴
台湾の新竹県出身。台湾の新人女性歌手発掘オーディション『宇宙2000實力美少女選拔賽』で共に選ばれた任家萱、陳嘉樺の2人と、華研国際音楽からS.H.Eとして2001年にデビュー。
S.H.Eの一員としては、歌において中音から高音を、ともに姉的キャラの任と陳に対して、『快活、神秘』と評される妹的キャラを担当する。
周杰倫との交際の噂がしばしば流れるが、これに対しては仲の良い友達であるとの旨の発言をし、軽く流した。
陳嘉樺(Ella)に同じく客家人であることを自認している。
2002年から度々作詞に挑戦しており、アルバム『Play』の収録曲『說你愛我』では実体験をもとに作詞し、プロデューサーから一発OKが出たほど。
2007年に始まった『スウィートラブ・シューター』では賀軍翔、李威と共演しヒロインをこなした。
2008年、ラジオ局のジングルの作詞を担当し、また同じレコード会社の先輩にあたる動力火車に曲を提供している。（どちらも作詞Hebe / 作曲Ella）
2010年、ソロアルバム『To Hebe』をリリース。
2016年8月、2015年台湾で公開された映画『私の少女時代-OUR TIMES-』の主題歌『小幸運』がYoutube再生回数1億回を超えた。
2018年9月30日、デビュー以来所属していた華研国際音楽を離籍。
2018年10月1日、自身の母親が代表を務める樂來樂好有限公司に移籍。
2019年4月、何樂音樂（レーベル）と契約した。
2022年8月2日、ナンシー・ペロシアメリカ合衆国下院議長の台湾訪問に中国が反発するなか、田馥甄が投稿したパスタを食べる写真がやり玉に挙げられ、「（イタリア系アメリカ人である）ペロシ氏の訪台を支持している」として中国人の怒りを買い、投稿を削除した。

## 音楽作品

### ソロアルバム
- To Hebe（2010年9月3日）

1. Love?
2. To Hebe
3. 離島
4. 沒有管理員的公寓
5. 我對不起我
6. 我想我不會愛你
7. 寂寞寂寞 就好
8. 你太猖狂
9. 超級瑪麗
10. 給小孩
11. Love!

- My Love（2011年9月2日）

1. 烏托邦
2. 要説什麼
3. My Love
4. 請你給我好一點的情敵
5. 還是要幸福
6. 魔鬼中的天使
7. 無事生非
8. 花花世界
9. 影子的影子
10. 妳

- 渺小（2013年11月29日）

1. 渺小
2. 矛盾
3. 終身大事
4. 不醉不會
5. 你快樂未必我快樂
6. 這個人已經與我無關
7. 你就不要想起我
8. 無常
9. 愛著愛著就永遠
10. 口袋的溫度

- 日常（2016年7月13日）

1. 日常
2. 人間煙火
3. 無用
4. 身體都知道
5. 念念有詞
6. 靈魂伴侶
7. 餘波盪漾
8. 什麼,哪裡
9. 慢舞
10. 獨善其身

- 無人知曉（2020年9月25日）

1. Intro
2. 先知
3. 田
4. 底裡歇斯
5. 一一
6. 皆可
7. 無人知曉
8. 諷刺的情書
9. 人什麼的最麻煩了
10. 懸日
11. 或是一首歌

### 作詞
- 2002年 你快樂我隨意(RAP部分) (S.H.E / 美麗新世界)
- 2007年 說你愛我 (S.H.E / Play)
- 2007年 來不及 (鬥牛，要不要O.S.T)
- 2008年 愛到瘋癲 (動力火車 / 繼續轉動)

## 出演作品

### ドラマ
- 2001年 愛情大魔咒（邦題：マジカル・ラブ〜愛情大魔術〜）- 胡莎莎 役
- 2002年 薔薇之恋（邦題：薔薇之恋〜薔薇のために〜）- 曉楓 役
- 2005年 求婚事務所（Say Yes Enterprise）- 林安安 役（第一章 麻雀變鳳凰〜Pretty Woman〜）
- 2005年 真命天女- 沈孝柔 役
- 2007年 鬥牛，要不要（邦題：スウィートラブ・シューター）- 伊勝雪 役

### 舞台
- 2016年 小夜曲

### PV
- 2002年 路人甲（動力火車 / MAN）
- 2003年 Cap Girl (張智成 / Listen To Me)
- 2005年 摩天輪 (真命天女O.S.T)
- 2006年 退後 (周杰倫 / 依然范特西)
- 2006年 只對你有感覺 (Hebe & 飛輪海 / 飛輪海首張同名專輯)
- 2008年 離別曲 (陳珊妮)

### ソロアルバム PV
- 2010年 『To Hebe』
  - Love!
  - 寂寞寂寞就好
  - 你太猖狂
  - To Hebe
  - 我想我不會愛你
  - 超級瑪麗

- 2012年 『My Love』
  - My Love
  - 還是要幸福
  - 請你給我好一點的情敵
  - 魔鬼中的天使
  - 花花世界
  - 無事生非

### 司会
- 2002年 2月〜7月《我猜我猜我猜猜猜》
- 2003年 4月《快樂星期天》
- 2007年 1月〜7月《我猜我猜我猜猜猜》 Selina,Hebe

## 個人広告代言（イメージキャラクター）
- 2008年 微創植牙手術
- 2010年 Panasonic「LUMIX FX700」、「LUMIX GF2」
- 2010年 Kinaz 年度代言人
- 2010年 遠見雑誌台湾環境英雄 環保代言人
- 2010年 7-11心熱園
- 2010年 7-11巧克力大賞
- 2010年 M.A.C  AIDS國際彩妝慈善大使
- 2011年 L´Oréal Paris 15奇蹟霜
- 2011年 黑松汽水(大中華區)
- 2011年 Rexona(大中華區)
- 2011年 L´Oréal Paris 心鑽光唇蜜
- 2011年 Panasonic「LUMIX GF3」
- 2012年 KINAZ
- 2012年 Samsung GALAXY Note、SII携帯
- 2012年 Panasonic「LUMIX ZS20」、「LUMIX FX80」
- 2012年 Samsung GALAXY NoteII携帯
- 2013年〜 三得利 微醉[6][7][8][9][10][11][12][13]
- 2013年〜 CITIZEN[14][15][16][17][18]
- 2013年 Samsung GALAXY NoteIII 携帯
- 2014年 Adidas(中国)
- 2014年〜 爽健美茶[19]
- 2015年 Moist Diane Perfect Beauty[20]
- 2016年〜 OPPO[21][22]
- 2017年 Pandora[23]
- 2018年〜2020年 カネボウ化粧品 Free plus(大中華區)[24][25]
- 2019年〜 正官庄[26][27]
- 2021年 ONE BOY[28]
- 2023年 Uber Eats[29]
- 2023年 愛康[30]
- 2025年 サントリー Milcolla[31]

## 受賞
- 2021年 第32回台湾金曲奨 最佳華語女歌手[32]

## 慈善活動
- 2022年 愛最大慈善光協會 「張媽媽流浪動物之家公益救助計畫」[33]
- 2024年 華山基金會 「愛老人愛團圓」[34]